# Trident Peak
Trident Peak är en bergstopp i Antarktis. Den ligger i Västantarktis. Argentina, Chile och Storbritannien gör anspråk på området. Toppen på Trident Peak är 764 meter över havet, eller 400 meter över den omgivande terrängen. Bredden vid basen är 12,2 km. Trident Peak ingår i Princess Royal Range.
Terrängen runt Trident Peak är huvudsakligen kuperad, men västerut är den bergig. Trakten är glest befolkad. Närmaste befolkade plats är Rothera Research Station, 14,8 kilometer söder om Trident Peak. 